# Brodnax
Brodnax – miasto w Stanach Zjednoczonych, w stanie Wirginia, w hrabstwie Brunswick.